# Marielle Franco
Marielle Francisco da Silva, més coneguda com a Marielle Franco (Rio de Janeiro, 27 de juliol de 1979– Rio de Janeiro, 14 de març de 2018), va ser una sociòloga, feminista, defensora dels drets humans i del moviment LGTBI i política brasilera. Afiliada al Partido Socialismo e Llibertade (PSOL), a les eleccions municipals del 2016 va ser escollida com a regidora de Rio de Janeiro, pel mandat 2017-2020, amb el cinquè nombre de vots més alt del municipi. Havia estat obertament crítica amb la policia de Rio de Janeiro i denunciava constantment els abusos contra les comunitats més vulnerables.
El dia 14 de març de 2018, Franco i el seu conductor, Anderson Pedro Gomes, foren ferits de mort en un presumpte assassinat als barris baixos de Rio de Janeiro. La seva mort provocà protestes en com a mínim 10 ciutats brasileres.

## Família, joventut i educació
Marielle Franco era filla de Marinete i Antonio Francisco da Silva Neto. Va néixer en el Complex de la Marea, a la ciutat de Rio de Janeiro. Amb 11 anys va començar a treballar per ajudar a pagar els seus estudis.
L'any 1998, Franco va tenir la seva primera i única filla, Luyara. Aquell mateix any, es va matricular per cursar estudis preuniversitaris al Complex de la Marea. De ben jove, va començar a militar pels drets humans, afectada per la mort d'una amiga a causa d'un tiroteig entre policies i narcotraficants a la Marea.
L'any 2002, va ingressar a la Universitat Pontifícia Catòlica de Rio de Janeiro (PUC-RJ) per estudiar Ciències Socials amb una beca d'estudis del govern. Després de graduar-se en Ciències Socials, va realitzar un màster en Administració Pública per la Universitat Federal Fluminense (UFF): presentà la tesi "UPP - La reducció de la favela amb tres lletres: una anàlisi de la política de seguretat pública de l'estat de Rio de Janeiro".
L'any 2017, es va traslladar al barri carioca de la Tijuca amb la seva esposa, Mônica Benício, i la seva filla, Luyara. Franco i Benício mantenien una relació des de l'any 2000 i l'any 2018 havien decidit casar-se.

## Carrera política

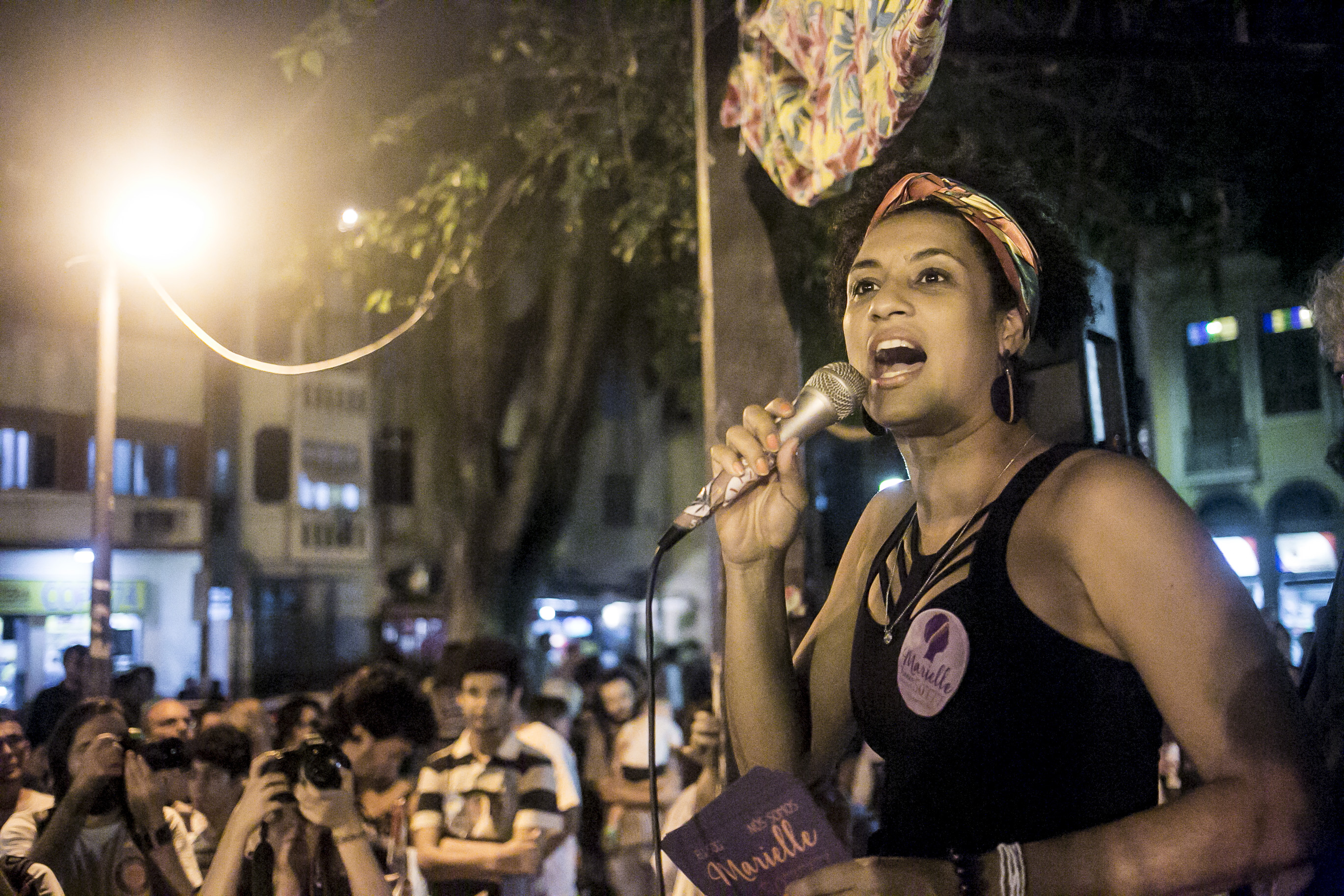
Franco parlant en agost de 2016

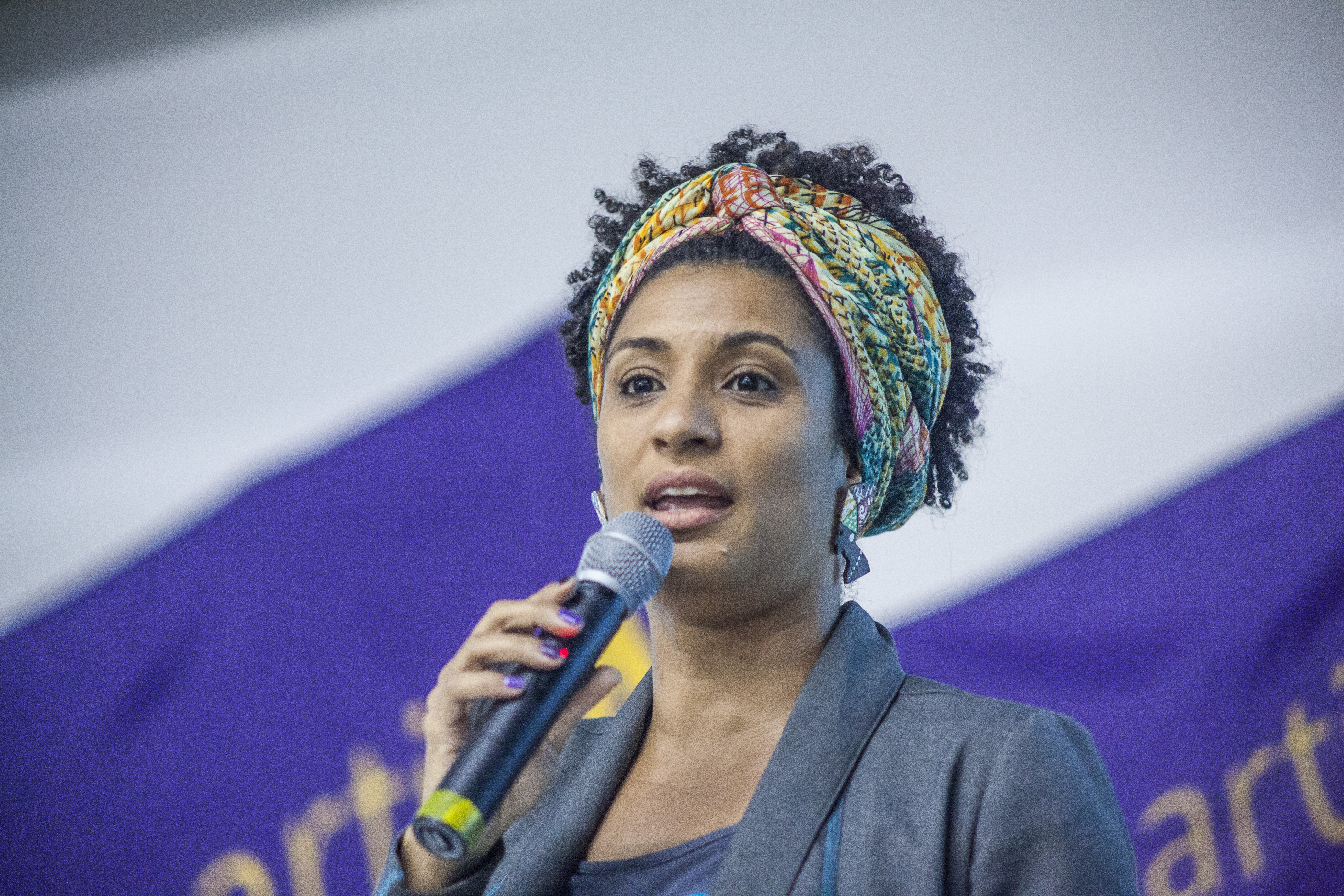
Franco en un debat en setembre de 2016

L'any 2006, Franco va formar part de l'equip de campanya de Marcelo Freixo per a les eleccions de l'Assemblea Legislativa de l'estat de Rio de Janeiro (ALERJ). Amb l'elecció de Freixo com a diputat, va ser nomenada assessora parlamentària: treballà amb ell durant deu anys. Franco va assumir la coordinació de la Comissió de Defensa dels Drets Humans i Ciutadania de l'Assemblea Legislativa de Rio de Janeiro i, des d'aquesta posició, va recolzar jurídicament i psicològica familiars víctimes d'homicidis.
L'any 2016, en la seva primera disputa electoral, va ser escollida regidora de la capital de Rio de Janeiro amb la coalició Canviar és possible, formada pel PSOL i pel PCB. Amb més de 46 mil vots, va ser la cinquena candidata més votada del municipi i la segona dona més votada de tot el país. A la Cambra Municipal, va presidir la Comissió de Defensa de la Dona i al febrer de 2018 va ser nomenada relatora d'una comissió encarregada d'inspeccionar la intervenció militar a Rio. Era crítica amb la intervenció militar, i denunciava constantment els abusos policials i les violacions als drets humans.
Com a regidora, Franco també va treballar en la recopilació de dades sobre violència contra les dones, així com per garantir l'avortament en els casos previstos per llei i per l'augment en la participació femenina en política. En poc més d'un any, va redactar i signar setze projectes de llei, dos dels quals van ser aprovats: un que regula el servei de mototaxi i la Llei de les Cases de Part. Les seves propostes legislatives buscaven garantir els drets de les dones, de les persones LGBTI, dels negres i habitants de les favelas. L'agost de 2017, els regidors cariocas van rebutjar, per 19 a 17, la seva proposta per incloure el Dia de la Visibilitat Lèsbica en el calendari municipal.

## Assassinat i investigació

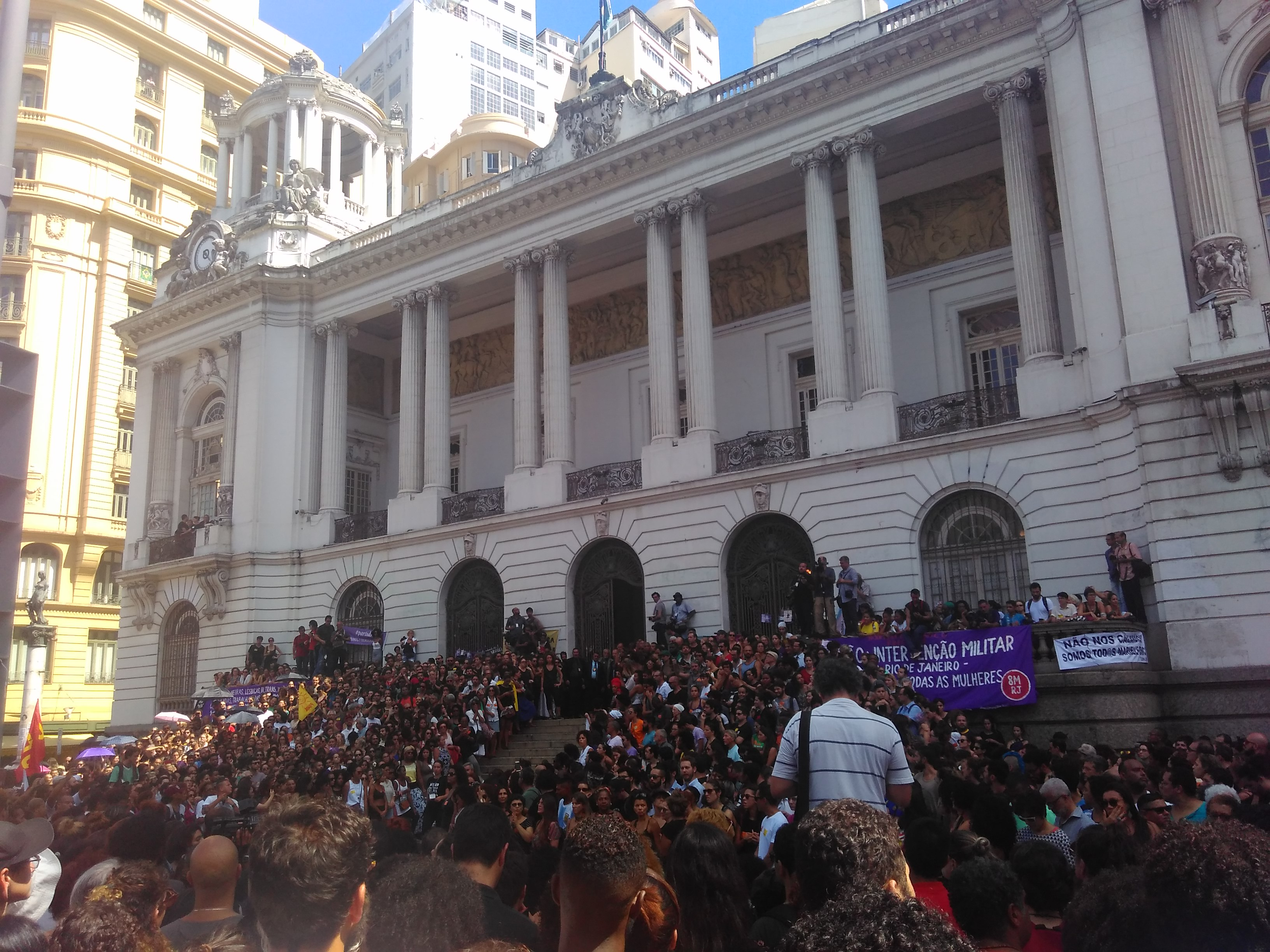
Vetlla de Marielle Franco en la Cambra de Regidors del Rio de Janeiro, 15 de març de 2018

Marielle Franco va ser tirotejada quan tornava d'un debat públic, al voltant de les 21h 30min del 14 de març de 2018, juntament amb el seu conductor, Anderson Pedro Mathias Gomes. La principal línia d'investigació de les autoritats competents és que el seu assassinat es tracta d'una execució, encara que no se'n descarten altres motius. Segons Human Rights Watch, el seu assassinat està relacionat amb la "impunitat existent a Rio de Janeiro" i al "sistema de seguretat fallit" de l'estat.
Milers de persones van acudir a la Cambra Municipal carioca per vetllar Marielle Franco que va ser enterrada el 15 de març, al cementiri Son Francisco Xavier, de Rio de Janeiro. El seu assassinat va aixecar reaccions nacionals i internacionals, la mobilització ciutadana en tot el territori brasiler i l'oposició d'eurodeputats a la negociació econòmica entre la Unió Europea i Mercosur.